# Lazkaoko Proba
La Lazkaoko Proba est une course cycliste espagnole disputée au mois d'avril près de Lazkao (Guipuscoa), dans la communauté autonome du Pays basque. 
Cette épreuve fait actuellement partie du calendrier du Torneo Euskaldun. Elle est par conséquent ouverte aux cyclistes âgés de 19 à 26 ans.

## Palmarès
| Année     | Vainqueur               | Deuxième             | Troisième         |
| --------- | ----------------------- | -------------------- | ----------------- |
| 1929      | José Baztarrika         |                      |                   |
| 1930      | Martín Arratibel        |                      |                   |
| 1931      | Felipe Beguiristain     |                      |                   |
| 1932      | Ignacio Izarrola        |                      |                   |
| 1933      | José Aguirre            |                      |                   |
| 1934      | Fermín Apalategi        |                      |                   |
| 1935      | Mariano Altuna          |                      |                   |
| 1936      | Federico Ezquerra       |                      |                   |
| 1937-1946 | Pas organisé            | Pas organisé         | Pas organisé      |
| 1947      | Manuel Mujica           |                      |                   |
| 1948      | Juan Cruz Ganzarain     |                      |                   |
| 1949      | Hortensio Vidaurreta    | Félix Vidaurreta     |                   |
| 1950      | Martín Erausquin        |                      |                   |
| 1951      | Luciano Montero         |                      |                   |
| 1952      | Cosme Barrutia          |                      | Luciano Montero   |
| 1953      | Jesús Loroño            |                      | Joaquín Aizpuru   |
| 1954      | Luciano Montero         |                      |                   |
| 1955      | Jesús Madrazo           | Fausto Iza           | Pablo Izaguirre   |
| 1956      | José Luis Talamillo     |                      |                   |
| 1957      | Jacinto Urrestarazu     |                      |                   |
| 1958      | Jacinto Urrestarazu     |                      |                   |
| 1959      | Ponciano Arbelaiz       |                      |                   |
| 1960      | Carlos Marotias         |                      |                   |
| 1961      | Roberto Morales         |                      |                   |
| 1962      | José Manuel Lasa        |                      |                   |
| 1963      | Lorenzo Zarate          |                      |                   |
| 1964      | José Luis Bilbao        |                      |                   |
| 1965      | Jesús Otxotorena        |                      |                   |
| 1966      | Constantino Salgado     |                      |                   |
| 1967      | Antxon Ayestarán        |                      |                   |
| 1968      | Juan Félix Goirena      |                      |                   |
| 1969      | Santiago Ayastuy        |                      |                   |
| 1970      | Celestino Padilla       |                      |                   |
| 1971      | Jaime Albisu            |                      |                   |
| 1972      | José Luis Mayoz         |                      |                   |
| 1973      | Course suspendue        | Course suspendue     | Course suspendue  |
| 1974      | Ignacio Iborra          |                      |                   |
| 1975      | José M. Insausti        |                      |                   |
| 1976      | Anastasio Greciano      |                      |                   |
| 1977      | Carlos Valencia         |                      |                   |
| 1978      | Prudencio Suárez        |                      |                   |
| 1979      | Juan Luis Suárez        |                      |                   |
| 1980      | Avelino Perea           |                      |                   |
| 1981      | Jokin Mujika            |                      |                   |
| 1982      | Manuel Domínguez        |                      |                   |
| 1983      | Santiago Portillo       |                      |                   |
| 1984      | Vicente Prado           |                      |                   |
| 1985      | José Antonio Maestre    |                      |                   |
| 1986      | Jesús Montoya           |                      |                   |
| 1987      | Fermín Trueba García    |                      |                   |
| 1988      | Enrique Alonso          |                      |                   |
| 1989      | Werner Nijboer          |                      |                   |
| 1990      | Salvador Ruiz           |                      |                   |
| 1991      | Santiago Peña           |                      |                   |
| 1992      | Abraham Olano           |                      |                   |
| 1993      | Iosu Odriozola          |                      |                   |
| 1994      | Aitor Osa               |                      |                   |
| 1995      | Joseba Beloki           |                      |                   |
| 1996      | Igor Miner              |                      |                   |
| 1997      | Francisco Mancebo       |                      |                   |
| 1998      | Jon Aperribai           | Gorka Arrizabalaga   | Carlos Castaño    |
| 1999      | David Canella           | Jesús López Ibáñez   | Óscar García Lago |
| 2000      | Gorka González          | Luke Weir            | Alfredo Leza      |
| 2001      | Dionisio Galparsoro     | Iker Camaño          | Mikel Astarloza   |
| 2002      | Julen Urbano            | Gorka Verdugo        | Yon Díez          |
| 2003      | Luis Moyano             | Asier Atxa           | Xabier Muriel     |
| 2004      | Beñat Albizuri          | Luis Fernández       | Rubén Pérez       |
| 2005      | Ismael Esteban          | Antonio Cosme        | Iván Gilmartín    |
| 2006      | Ismael Esteban          | Javier Pérez Pereira | Evgeni Zhadkevich |
| 2007      | Óscar Pujol             | Delio Fernández      | Ismael Esteban    |
| 2008      | Sebastián Tamayo        | Aritz Arberas        | Eneko Echeverz    |
| 2009      | Asier Maeztu            | David Gutiérrez      | Evgeni Zhadkevich |
| 2010      | Martín Iraizoz          | Sebastián Tamayo     | Paul Kneppers     |
| 2011      | Jorge Martín Montenegro | Darío Gadeo          | Ugaitz Artola     |
| 2012      | Iñaki Lejarreta         | Ariel Sívori         | Mike Terpstra     |
| 2013      | Agustín Moreira         | Borja Abásolo        | Mikel Elorza      |
| 2014      | José Manuel Gutiérrez   | Jon Iriarte          | Julen Mitxelena   |
| 2015      | Julen Amézqueta         | Jonathan Lastra      | Álvaro Trueba     |
| 2016      | Richard Carapaz         | Gotzon Martín        | Xuban Errazkin    |
| 2017      | Diego Pablo Sevilla     | Peio Goikoetxea      | Iker Azkarate     |
| 2018,     | Unai Iribar             | Martí Márquez        | Petr Rikunov      |
| 2019      | Juan Fernando Calle     | Iván Moreno          | Ángel Fuentes     |
| 2020      | Julen Latorre           | Pelayo Sánchez       | Xabier Berasategi |
| 2021      | Xabier Murias           | Unai Iribar          | Iván Cobo         |
| 2022      | Pablo Castrillo         | Xabier Berasategi    | Imanol Álvarez    |
| 2023      | Iker Mintegi            | Iñaki Díaz           | Hugo Aznar        |
| 2024      | Gorka Corres            | Iker Trigo           | Aimar Erostarbe   |
| 2025      | Juan Pedro Lozano       | Gari Ugarte          | Aimar Tadeo       |